# Ağrı (Turchia)
Ağrı (in armeno: Արարատի; in curdo: Qerekose) è una città della Turchia, situata nella parte orientale del paese al confine con l'Iran, è capoluogo della provincia omonima. La parola, in turco, significa "dolore".